# Sorelle vampiro - Vietato mordere!
Sorelle vampiro - Vietato mordere! (Die Vampirschwestern) è un film del 2012 di Wolfgang Groos.

## Trama
Silvania e Dakaria, sorelle di 12 anni per metà umane e metà vampiro, si trasferiscono dalla cupa e tetra città di Bïstrea in Transilvania a Bindburg in Germania e qui, mentre la prima cerca d'essere più umana, l'altra invece vuole essere al 100% vampira. Il loro sogno si avvererà ma al contrario.

## Sequel
- Sorelle vampiro 2 - Pipistrelli nello stomaco (2014)
- Sorelle vampiro 3 - Ritorno in Transilvania (2016)